# Highland (Utah)
Highland je město v okresu Utah County ve státě Utah ve Spojených státech amerických. K roku 2010 zde žilo 15 523 obyvatel. S celkovou rozlohou 22,1 km² byla hustota zalidnění 700 obyvatel na km².